# Pedro Castillo (matador)
Pour les articles homonymes, voir Pedro Castillo et Castillo.
Pedro Castillo Iglesias, plus connu sous l'apodo Pedro Castillo, né le 25 octobre 1962 à Algésiras  (Espagne, Andalousie, province de Cadix) est un matador espagnol.

## Présentation et carrière
À l'âge de quinze ans, il fait sa présentation en novillada non piquée à Algésiras , le 7 août 1977, face à des taureaux Alcurrucén de la ganadería José Luis Lozano, en compagnie de Paco Ojeda qui porte alors le nom de Francisco Ojeda.
Sa première novillada avec picadors a lieu le 26 juin 1980 dans la même arène, en compagnie de El Soro. Il fait sa présentation à Madrid  le 9 mai 1982 face à des taureaux de Jandilla. Il ne prend pas son alternative à Las Ventas ; il préfère la prendre à Algésiras où il affronte le taureau Victorioso de l'élevage Jandilla, avec pour parrain Paco Camino et pour témoin Manzanares. Il remporte ce jour-là un grand succès et reçoit quatre oreilles.
Le jour suivant, il est très grièvement blessé par un taureau de l'élevage Sayalero y Bandrés, blessure dont il ne se remettra pas avant une année, ce qui obère sa carrière. Il n'a plus que de modestes succès dans les années qui suivent.
C'est seulement en 1990, à Nîmes qu'il connaît de nouveau le succès face à des taureaux de Victorino Martín. 
Le 18 juin 1994 à Jerez de la Frontera (Province de Cadix), il est le parrain d'alternative de Juan José Padilla.
Il se retire ensuite discrètement du ruedo sans faire sa despedida et il devient l'apoderado de Salvador Vega